# Atalaya (Perù)
Atalaya è un comune del Perù, situato nella Regione di Ucayali e capoluogo della Provincia di Atalaya.
La città è stata fondata il 29 maggio 1928 su terre donate da Francisco “Pancho” Vargas, uno dei più grandi proprietari terrieri dell’epoca nella valle dell’alto Ucayali.